# Sandra Blanco Clopés
Sandra Blanco Clopés (Sant Hilari Sacalm, Selva, 20 de gener de 1982) és una judoka catalana.
Cinturó negre de tercer dan, començà a practicar el judo amb cinc anys al Club de Judo Arbúcies. Posteriorment, es formà al CAR de Sant Cugat i al de Madrid. Aconseguí diversos campionats de Catalunya en categories de formació (infantil, cadet, júnior, sub-20, sub-23) i un d'estatal en sub-18 (1999). En categoria absoluta, es proclamà cinc vegades campiona de Catalunya entre 1999 i 2006. També aconseguí un Campionat de Catalunya per clubs (2003) i dos d'universitaris (2003, 2004)

## Palmarès
- 5 Campionats de Catalunya de judo
  - 4 en categoria de 78 Kg (1999, 2000, 2003, 2004
  - 1 en categoria de 70 Kg (2006)